# USS Oregon City (CA-122)
USS Oregon City (CA-122) là một tàu tuần dương hạng nặng của Hải quân Hoa Kỳ, là chiếc dẫn đầu của lớp Oregon City vốn chỉ có ba chiếc được hoàn tất do Chiến tranh Thế giới thứ hai đã kết thúc. Nó có thời gian phục vụ rất ngắn, ngừng hoạt động năm 1947 và bị tháo dỡ năm 1974.

## Thiết kế và chế tạo
Oregon City được đặt lườn vào ngày 8 tháng 4 năm 1944 bởi hãng Bethlehem Steel tại Quincy, Massachusetts. Nó được hạ thủy vào ngày 9 tháng 6 năm 1945; được đỡ đầu bởi Bà Raymond P. Canfield, phu nhân Cao ủy Oregon City, Oregon, và được đưa ra hoạt động vào ngày 16 tháng 2 năm 1946 dưới quyền chỉ huy của Thuyền trưởng, Đại tá Hải quân Burtnett Kent Culver.

## Lịch sử hoạt động
Oregon City rời Boston vào ngày 31 tháng 3 năm 1946 cho chuyến đi chạy thử máy ngoài khơi vịnh Guantánamo, rồi quay trở về Boston vào giữa tháng 5. Nó trở thành soái hạm của Đệ Tứ hạm đội vào ngày 3 tháng 7, và trong tháng tiếp theo đã tiến hành đợt huấn luyện quân nhân dự bị tại Philadelphia. Từ ngày 6 đến ngày 19 tháng 10, nó thực hiện chuyến đi huấn luyện dự bị đến Bermuda, rồi quay trở về Boston và ở lại đó cho đến tháng 3 năm 1947 với một thủy thủ đoàn được tinh giản.
Được phân về Đệ Nhị hạm đội vào tháng 1 năm 1947, thủy thủ đoàn của Oregon City được bổ sung đầy đủ trở lại vào lúc nó thực hiện chuyến đi đến vịnh Guantánamo vào ngày 30 tháng 3. Sau ba tuần lễ tập trận, nó quay trở về Boston, và đã ở lại cho đến ngày 6 tháng 6. Nó đón lên tàu một khóa học viên sĩ quan tại Annapolis vào ngày 21 tháng 6, rồi lên đường đi đến khu vực kênh đào Panama và vùng biển Caribbe cho chuyến đi huấn luyện mùa Hè hàng năm.
Oregon City đưa các học viên mới lên bờ tại Norfolk vào giữa tháng 8, rồi lên đường đi Xưởng hải quân Philadelphia để chuẩn bị ngừng hoạt động. Nó ngừng hoạt động vào ngày 15 tháng 12 năm 1947, trở thành chiếc duy nhất trong lớp Oregon City ngừng hoạt động sớm không lâu sau khi hoàn tất, và đã không được chọn để cải biến thành tàu tuần dương tên lửa điều khiển. Nó được rút khỏi danh sách Đăng bạ Hải quân vào ngày 1 tháng 11 năm 1970, và bị bán vào ngày 17 tháng 9 năm 1973 cho hãng Union Minerals & Alloys Co., tại thành phố New York, và được tháo dỡ tại Kearny, New Jersey trong năm tiếp theo. Quả chuông của nó được gửi trở lại Oregon City nơi nó được trưng bày tại Bảo tàng Lãnh thổ Oregon tại Oregon City, Oregon. Một tháp pháo 127 mm (5 inch) của nó được giữ lại cho đến những năm 1990 tại Xưởng hải quân Philadelphia.

## Phần thưởng[1]
|  |  |  |

| Huân chương Chiến dịch Hoa Kỳ | Huân chương Chiến thắng Thế Chiến II | Huân chương Phục vụ Phòng vệ Quốc gia |